# Puchar Belgii w piłce siatkowej mężczyzn (2010/2011)
Rozgrywki o Puchar Belgii w piłce siatkowej mężczyzn w sezonie 2010/2011 (Beker van België) zainaugurowane zostały we wrześniu 2010 roku.
Składały się one z 1/32 finału, 1/16 finału, 1/8 finału, ćwierćfinałów, półfinałów i finału.
Finał rozegrany zostanie 12 lutego 2011 roku w Lotto Arena w Antwerpii.
Zdobywcą Pucharu Belgii została drużyna Knack Randstad Roeselare.

## Drużyny uczestniczące
| Liga A                      | Liga A      |
| Zespół                      | Osiągnięcie |
| --------------------------- | ----------- |
| Aquacare Halen              | 1/8 finału  |
| Group D'Arté Averbode       | ćwierćfinał |
| Knack Randstad Roeselare    | zwycięstwo  |
| Noliko Maaseik              | finał       |
| Prefaxis Menen              | półfinał    |
| Topvolley Precura Antwerpen | ćwierćfinał |
| VBC Waremme                 | 1/8 finału  |
| VC Argex Duvel Puurs        | ćwierćfinał |
| VC Euphony Asse-Lennik      | półfinał    |
| VC Schelde-Natie Kapellen   | 1/8 finału  |

| Liga B                    | Liga B      |
| Zespół                    | Osiągnięcie |
| ------------------------- | ----------- |
| Avoc Achel                | 1/32 finału |
| Axis Shanks Guibertin     | 1/8 finału  |
| Beivoc Humbeek            | 1/32 finału |
| PNV Waasland Kruib-Nieuwk | ćwierćfinał |
| VBC Marke-Webis           | 1/32 finału |
| VC Herenthout             | 1/32 finału |
| VC Vosselaar              | 1/8 finału  |
| VDK Gent Heren            | 1/32 finału |
| Volley Haasrode Leuven    | 1/8 finału  |
| VT Optima Lendelede       | 1/16 finału |

| Eerste Nationale          | Eerste Nationale |
| Zespół                    | Osiągnięcie      |
| ------------------------- | ---------------- |
| BW Nivelles               | 1/16 finału      |
| Gea Happel Amigos Zoersel | 1/8 finału       |
| JTV Brigand Berlare-Zele  | 1/32 finału      |
| Koninklijke Mortsel VC    | 1/16 finału      |
| La Chaine Orp             | 1/32 finału      |
| Rembert Torhout Heren     | 1/32 finału      |
| Skill Volley Club Tournai | 1/32 finału      |
| VC Helios Zonhoven        | 1/16 finału      |
| VC Zoersel                | 1/8 finału       |
| VCK Bolderberg            | 1/16 finału      |
| VT Kemzeke-Stekene        | 1/16 finału      |
| VV Temse                  | 1/32 finału      |
| Warsco-Units Eisden       | 1/32 finału      |

## 1/32 finału
Drużyny oznaczone czcionką pogrubioną awansowały do dalszej rundy.
| 04.09.2010 | Warsco-Units Eisden    | 2:3 (25:27, 25:19, 21:25, 25:21, 7:15) | VCK Bolderberg            |
| 04.09.2010 | VV Temse               | 0:3 (12:25, 14:25, 16:25)              | VC Helios Zonhoven        |
| 12.09.2010 | Axis Shanks Guibertin  | 3:0 (25:23, 25:21, 25:19)              | VDK Gent Heren            |
| 04.09.2010 | Volley Haasrode Leuven | 3:1 (29:31, 25:22, 28:26, 25:20)       | La Chaine Orp             |
| 04.09.2010 | VT Optima Lendelede    | 3:0 (32:30, 25:21, 25:13)              | VBC Marke-Webis           |
| 04.09.2010 | VC Herenthout          | 0:3 (22:25, 21:25, 21:25)              | Gea Happel Amigos Zoersel |

| 05.09.2010 | VC Zoersel             | 3:1 (25:19, 25:19, 21:25, 25:23) | JTV Brigand Berlare-Zele  |
| 05.09.2010 | VT Kemzeke-Stekene     | 3:1 (20:25, 25:21, 25:23, 25:16) | Avoc Achel                |
| 05.09.2010 | Koninklijke Mortsel VC | 3:0 (26:24, 25:19, 25:23)        | Rembert Torhout Heren     |
| 05.09.2010 | Beivoc Humbeek         | 0:3 (20:25, 18:25, 21:25)        | PNV Waasland Kruib-Nieuwk |
| 05.09.2010 | BW Nivelles            | 3:1 (25:27, 26:24, 25:22, 25:23) | Skill Volley Club Tournai |

## 1/16 finału
Drużyny oznaczone czcionką pogrubioną awansowały do dalszej rundy.
| 18.09.2010 | VT Kemzeke-Stekene        | 1:3 (25:17, 19:25, 20:25, 16:25) | Axis Shanks Guibertin |
| 18.09.2010 | Gea Happel Amigos Zoersel | 3:0 (25:17, 25:18, 27:25)        | VC Helios Zonhoven    |
| 18.09.2010 | PNV Waasland Kruib-Nieuwk | 3:1 (25:23, 25:27, 25:21, 25:18) | VT Optima Lendelede   |

| 19.09.2010 | VCK Bolderberg         | 0:3 (17:25, 18:25, 15:25)        | VC Zoersel             |
| 18.09.2010 | VC Vosselaar           | 3:1 (25:22, 18:25, 25:20, 25:16) | BW Nivelles            |
| 19.09.2010 | Koninklijke Mortsel VC | 0:3 (16:25, 23:25, 22:25)        | Volley Haasrode Leuven |

## 1/8 finału
| Data       | Drużyna 1                 | Wynik meczu                      | Drużyna 2                   |
| ---------- | ------------------------- | -------------------------------- | --------------------------- |
| 23.10.2010 | VC Vosselaar              | 1:3 (25:22, 25:27, 13:25, 23:25) | Prefaxis Menen              |
| 24.10.2010 | VBC Waremme               | 0:3 (20:25, 18:25, 26:28)        | Topvolley Precura Antwerpen |
| 23.10.2010 | PNV Waasland Kruib-Nieuwk | 3:0 (25:19, 25:16, 25:20)        | VC Schelde-Natie Kapellen   |
| 23.10.2010 | Gea Happel Amigos Zoersel | 0:3 (18:25, 14:25, 15:25)        | Noliko Maaseik              |
| 23.10.2010 | Aquacare Halen            | 1:3 (21:25, 22:25, 25:19, 19:25) | Group D'Arté Averbode       |
| 23.10.2010 | Volley Haasrode Leuven    | 0:3 (21:25, 26:28, 21:25)        | Knack Randstad Roeselare    |
| 24.10.2010 | VC Zoersel                | 0:3 (18:25, 20:25, 20:25)        | VC Argex Duvel Puurs        |
| 24.10.2010 | Axis Shanks Guibertin     | 1:3 (15:25, 25:22, 18:25, 15:25) | VC Euphony Asse-Lennik      |

## Ćwierćfinały
| Data                                   | Drużyna 1                 | Wyniki dwumeczu                         | Drużyna 2                   |
| -------------------------------------- | ------------------------- | --------------------------------------- | --------------------------- |
| 03.11.2010                             | Prefaxis Menen            | 3:0 (25:19, 25:19, 25:16)               | Topvolley Precura Antwerpen |
| 10.11.2010                             | Prefaxis Menen            | 3:0 (25:23, 25:21, 25:16)               | Topvolley Precura Antwerpen |
| 03.11.2010                             | PNV Waasland Kruib-Nieuwk | 0:3 (18:25, 9:25, 12:25)                | Noliko Maaseik              |
| 10.11.2010                             | PNV Waasland Kruib-Nieuwk | 1:3 (25:21, 22:25, 14:25, 23:25)        | Noliko Maaseik              |
| 03.11.2010                             | Group D'Arté Averbode     | 2:3 (25:22, 25:17, 23:25, 16:25, 14:16) | Knack Randstad Roeselare    |
| 09.11.2010                             | Group D'Arté Averbode     | 1:3 (15:25, 25:23, 21:25, 24:26)        | Knack Randstad Roeselare    |
| 03.11.2010                             | VC Argex Duvel Puurs      | 1:3 (13:25, 26:24, 17:25, 16:25)        | VC Euphony Asse-Lennik      |
| 10.11.2010                             | VC Argex Duvel Puurs      | 1:3 (17:25, 23:25, 25:22, 9:25)         | VC Euphony Asse-Lennik      |
| Po lewej gospodarze pierwszych meczów. |                           |                                         |                             |

## Półfinały
| Data                                   | Drużyna 1                | Wyniki dwumeczu                  | Drużyna 2              |
| -------------------------------------- | ------------------------ | -------------------------------- | ---------------------- |
| 01.12.2010                             | Prefaxis Menen           | 1:3 (11:25, 25:21, 24:26, 17:25) | Noliko Maaseik         |
| 22.12.2010                             | Prefaxis Menen           | 0:3 (17:25, 24:26, 22:25)        | Noliko Maaseik         |
| 01.12.2010                             | Knack Randstad Roeselare | 3:1 (25:23, 21:25, 25:23, 25:21) | VC Euphony Asse-Lennik |
| 22.12.2010                             | Knack Randstad Roeselare | 3:1 (25:22, 21:25, 25:19, 25:20) | VC Euphony Asse-Lennik |
| Po lewej gospodarze pierwszych meczów. |                          |                                  |                        |

## Finał
| Data       | Drużyna 1      | Wyniki meczu                            | Drużyna 2                |
| ---------- | -------------- | --------------------------------------- | ------------------------ |
| 12.02.2011 | Noliko Maaseik | 2:3 (25:20, 22:25, 26:24, 25:27, 15:17) | Knack Randstad Roeselare |